# Parasyrisca heimeri
Parasyrisca heimeri Ovtsharenko, Platnick & Marusik, 1995 è un ragno appartenente alla famiglia Gnaphosidae.

## Etimologia
Il nome della specie è in onore dell'aracnologo tedesco Stefan Heimer che ha raccolto questi esemplari nel giugno 1988 in Mongolia.

## Caratteristiche
L'olotipo femminile rinvenuto ha lunghezza totale è di 6,90mm; la lunghezza del cefalotorace è di 3,60mm; e la larghezza è di 2,70mm.

## Distribuzione
La specie è stata reperita in Mongolia: l'olotipo femminile è stato rinvenuto nella catena montuosa Gurwan Saikhan, nella Provincia del Gov'-Altaj.

## Tassonomia
Al 2015 non sono note sottospecie e dal 1995 non sono stati esaminati nuovi esemplari.